# Kalifornský poloostrov

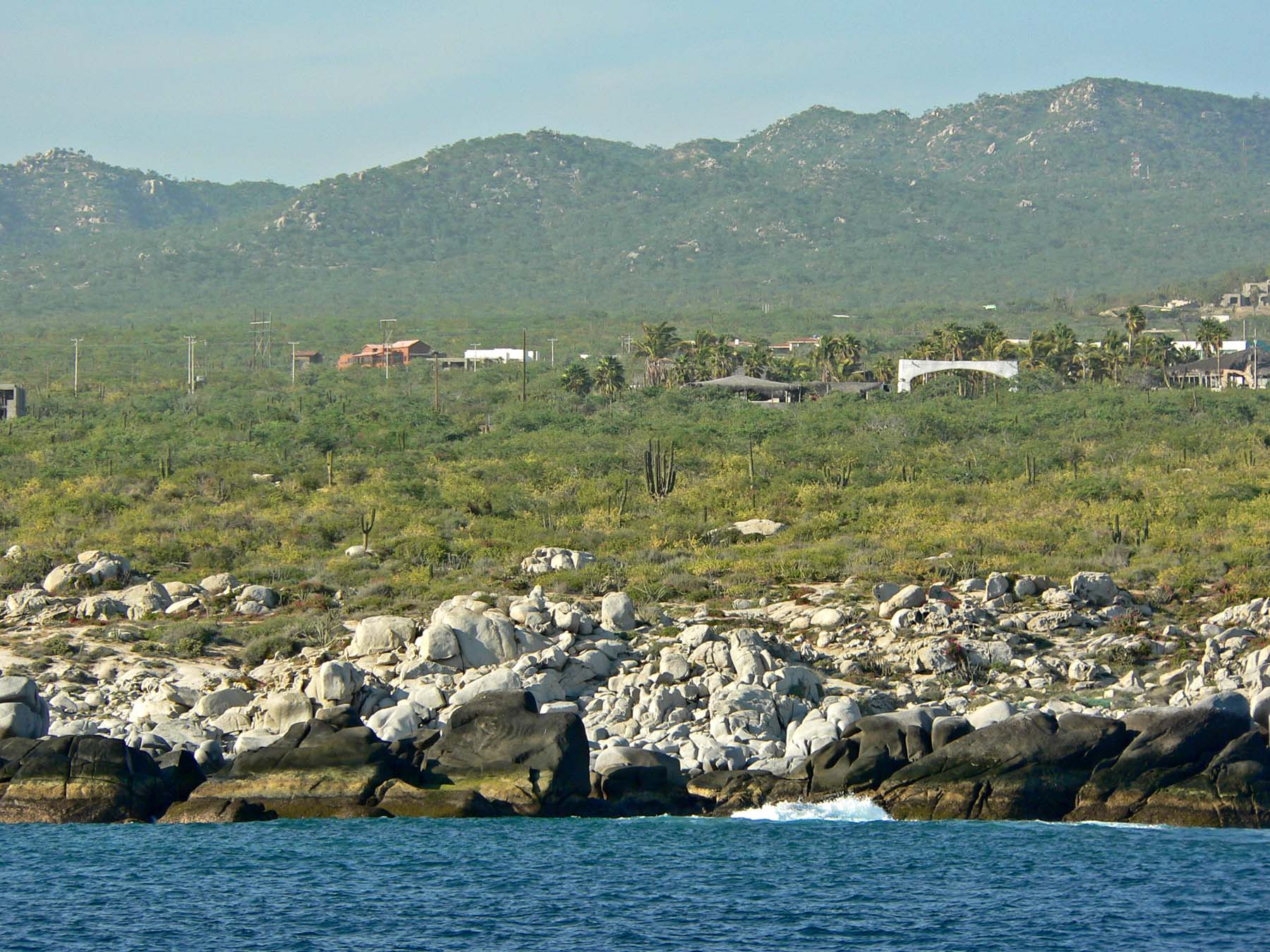
Krajina v okolí mysu San Lucas, Baja California Sur

Kalifornský poloostrov je poloostrov nalézající se v Severní Americe na mexickém pobřeží Tichého oceánu. Rozkládá se na rozloze 143 396 km² a na délku měří 1250 km. Z východu je omýván Kalifornským zálivem, ze západu pak Tichým oceánem.
Kalifornský poloostrov patří do subtropického podnebného pásu. Po celé délce se táhne horský masiv s nejvyšším vrcholkem Picacho del Diablo (3095 m n. m.). Na úpatí hor se nacházejí hlavně pastviny, u kořene poloostrova v deltě řeky Colorado pak bavlníkové plantáže. Tam, kde nejsou pastviny, rostou tvrdolisté lesy. Část poloostrova pokrývá Sonorská poušť. Nacházejí se zde dvě rozlehlá chráněná území Valle de los Cirios a El Vizcaíno.
Politicky se území dělí na dva mexické státy Baja California (s hlavním městem Mexicali, asi 1 mil. obyvatel) a Baja California Sur (s hlavním městem La Paz s asi 190 000 obyvateli). V oblasti je značný vliv turistiky z USA a migrace do USA, žije zde mnoho cizinců. Z ekonomického hlediska jsou důležité služby (cestovní ruch) a dále těžba (měď, sůl) a potravinářský průmysl. O předkolumbovském osídlení toho není příliš známo, v pokolumbovské době byl poloostrov po určitý čas součástí USA.